# BabyTV
Baby TV é um canal de televisão por assinatura internacional, lançado em 4 de dezembro de 2003, pertencente a Disney Media Networks Latin America, uma divisão da The Walt Disney Company América Latina. O canal é exclusivo para crianças de até 3 anos de idade.
O canal é distribuído em mais de 100 países globalmente juntamente com mais de 300 afiliados e disponibilizado em 18 línguas. Os programas apresentados são de curta duração de 2 a 8 minutos, com intervalos que consistem em aproximadamente em videoclips de canções infantis. Não é transmitido comerciais ou mesmo propagandas.

## História
O BabyTV foi lançado no dia 4 de dezembro de 2003 em Israel, no dia 8 de outubro de 2007, pela Fox International Channels adquirido uma participação no canal, colocando-o ao lado sua oferta internacional de Fox Crime, FX, National Geographic e outros.
O canal foi lançado em Portugal na grelha inaugural da Optimus Clix em 2005.
O canal foi lançado na Sky digital no Reino Unido em 5 de fevereiro de 2007.
Em 8 de outubro de 2008, foi adquirida pela Fox International Channels Itália a partir de 1 de agosto de 2009 e começou suas transmissões na Sky no canal 624.
O canal, juntamente com Fox Crime e FX, foi lançado na Índia em 25 de março de 2009.
Em janeiro de 2011, a Baby TV foi adicionado ao pacote de programação da Dish Network no canal 126.
Em 28 de outubro de 2016, a Baby TV foi adicionado ao pacote de programação da NET no canal 111 (junto com dois canais Fox+ (agora Fox Premium)) e em 9 de outubro de 2017 da Claro TV também no canal 111.
Em Janeiro de 2018, o canal estreou em Portugal pela NOS, em substituição do canal rival Baby First TV.
Em 24 de Março de 2024, o canal sofreu em vários países, incluindo Portugal, um ciberataque que foi interrompida a emissão do canal por imagens de guerra e vídeos. As operadoras NOS e MEO confirmaram a situação, enquanto a Vodafone e a Nowo não responderam. A situação já foi reportada às autoridades e a emissão de quando emitiram os vídeos inadequados no canal está bloqueada.
Em 2 de dezembro de 2024, foi anunciado que o canal encerraria as operações no Brasil em 28 de fevereiro de 2025, junto a outros canais da Disney Company no país, sendo motivado pela queda constante no número de assinantes da televisão por assinatura e pelos baixos índices de audiência dos canais Disney (exceto a rede de canais ESPN). Apesar do encerramento anunciado para o dia 28, a emissora foi a última dos canais irmãos a desligar o sinal, em 1 de março por volta das 9h20, quando teve a programação interrompida e substituída por um slide informativo.

### Investigação
O Ministério Público de São Paulo instaurou um inquérito que canal fosse investigado sobre não alertar os pais os que podem afetar o desenvolvimento das crianças sobre a exposição a conteúdos midáticos.

## Programas
O canal é um criador de programas de televisão especializados em formatos de programas para bebês, crianças e seus pais. Possui uma programação original, e que é desenvolvido em cooperação com desenvolvimento infantil de peritos e especialistas é construído em torno de 9 principais temas desenvolvimento.
A Baby TV especializou-se em criar séries de crianças, com mais de 60 séries atualmente no ar e uma produção de 20 mais por ano. Toda a programação é criada sob a orientação de especialistas de infância. Foi também incluída nos Estados Unidos na Dish Network até o presente, mas em uma versão espanhola, Baby TV en español.

## Em outros países
| País           | Disponbilidade                                    | Estreia                |
| -------------- | ------------------------------------------------- | ---------------------- |
| Israel         | yes HOT Cellcom TV Partner TV                     | 4 de dezembro de 2003  |
| Estados Unidos | DirecTV Dish Network Sling TV                     | 14 de setembro de 2006 |
| Índia          | Dish TV Tata Sky Airtel Digital TV d2h Sun Direct | 14 de setembro de 2006 |
| Espanha        | Movistar+ Vodafone TV                             | 1 de abril de 2007     |
| Reino Unido    | Sky plc                                           | 5 de fevereiro de 2007 |
| Itália         | Sky Italia                                        | 1 de agosto de 2009    |
| Japão          | ひかりTV ジュピターテレコム                       | 1 de julho de 2010     |
| Brasil         | NET Oi TV Claro TV                                | 28 de setembro de 2010 |
| Portugal       | NOS MEO Vodafone Nowo                             | 2005                   |
| Turquia        |                                                   | 30 de junho de 2013    |